# ケプラー90e
ケプラー90e（英語: Kepler-90e）は、地球からりゅう座の方向に約2500光年離れた位置にある太陽よりやや大きい恒星、ケプラー90を公転している8つの太陽系外惑星の1つである。
地球の2.66倍の半径を持つことから、ケプラー90eは小型のガス惑星とされている。恒星からの距離は0.42 auと水星 (0.3 - 0.47 au) に近い。表面温度は450Kにもなるため、ケプラー90eはホット・ネプチューンだと考えられている。
| 海王星 | ケプラー90e |
| ------ | ----------- |
| 海王星 | Exoplanet   |